# Mike Flood

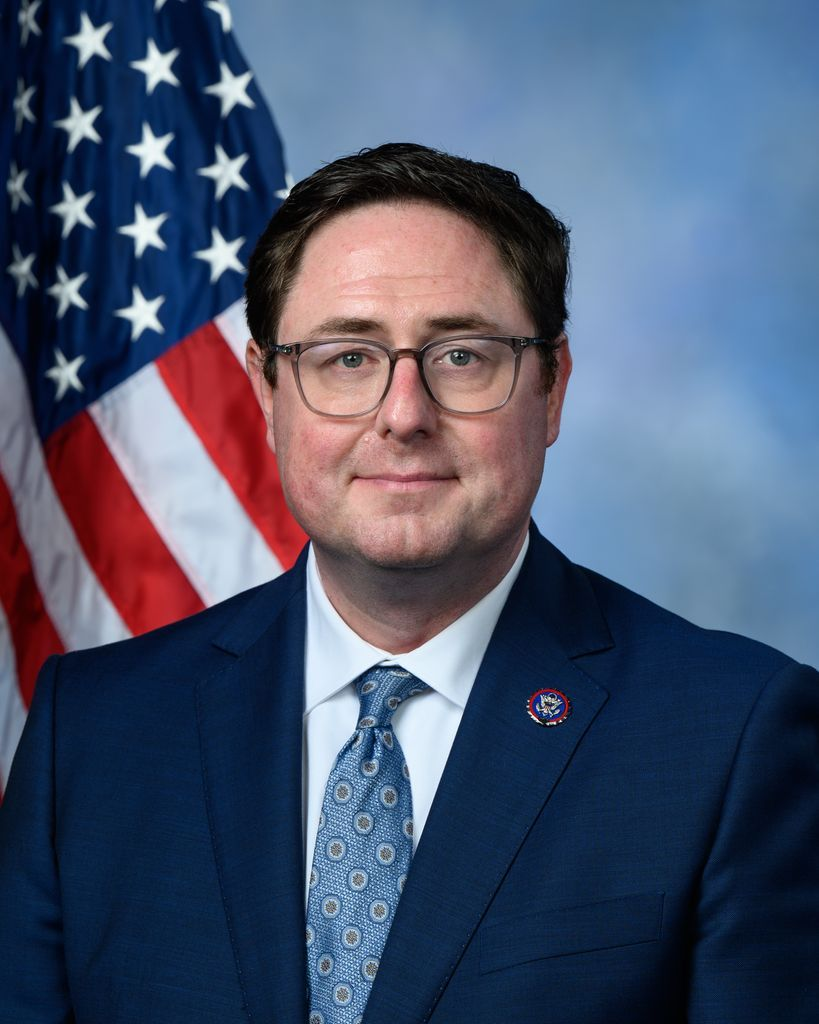
Mike Flood

Michael John „Mike“ Flood  (* 23. Februar 1975 in Omaha, Douglas County, Nebraska) ist ein US-amerikanischer Politiker der Republikanischen Partei. Seit Juli 2022 vertritt er den ersten Distrikt des Bundesstaats Nebraska im US-Repräsentantenhaus.

## Leben
Mike Flood besuchte bis 1993 die Norfolk Catholic High School in Norfolk (Nebraska). 1997 machte er seinen Bachelor of Arts an der University of Notre Dame in Indiana. Im Anschluss absolvierte er ein Jurastudium am University of Nebraska College of Law in Lincoln, das er 2001 mit dem J.D. (Juris Doctor) abschloss. Er arbeitete danach als Rechtsanwalt und Unternehmer.
Er lebt gemeinsam mit seiner Frau Mandy und seinen zwei Söhnen in Norfolk (Nebraska).

## Politik

### Staat Nebraska
Politisch schloss er sich der Republikanischen Partei an. Für sie war er von 2005 bis 2013 und nochmals von 2021 bis 2022 Abgeordneter in der Nebraska Legislature. Nach seiner dritten Legislaturperiode musste er sich aufgrund der Amtszeitbegrenzung im Bundesstaat Nebraska aus dem Abgeordnetenhaus zurückziehen. Zwischen 2007 und 2013 war er der jüngste Sprecher des Hauses.

### Bundeswahlen
Im Jahr 2022 stellte er sich für die Sonderwahl für den ersten Wahlbezirk Nebraskas. Die Nachwahl für den ersten Distrikt war notwendig geworden, da der bisherige Repräsentant, Jeffrey Lane Fortenberry, in einem Prozess wegen Falschaussage gegenüber einem Bundesbeamten schuldig gesprochen und zu 2 Jahren Haft auf Bewährung, 25.000 US-$ Strafzahlung und 320 Stunden Sozialarbeit verurteilt worden war. Er trat am 28. Juni 2022 gegen Patty Pansing Brooks, ebenfalls eine Senatorin der Nebraska Legislature, an und gewann mit 52,7 % der insgesamt rund 118.500 Stimmen. Er wurde am 12. Juli 2022 durch die Sprecherin des Repräsentantenhauses, Nancy Pelosi, vereidigt.
Die Primary (Vorwahl) seiner Partei für die regulären Wahlen 2022 gewann er mit über 76 % klar. Er trat am 8. November 2022 erneut gegen Patty Pansing Brooks von der Demokratischen Partei an. Er besiegte sie mit rund 58,3 % der Stimmen noch deutlicher.
Bei der nächsten Kongresswahl 2024 gewann er zunächst die Vorwahl mit 81,5 %. In der Hauptwahl gegen die Demokratin Carol Blood gewann Flood mit 60,1 %. Mike Flood ist damit bis zum 3. Januar 2027 im Repräsentantenhaus des 119. Kongresses vertreten.

### Ausschüsse
Flood ist aktuell Mitglied in folgenden Ausschüssen des Repräsentantenhauses:
- Committee on Financial Services
  - Digital Assets, Financial Technology and Inclusion
  - Housing and Insurance